# Algee Smith
 (avril 2018).
Si vous disposez d'ouvrages ou d'articles de référence ou si vous connaissez des sites web de qualité traitant du thème abordé ici, merci de compléter l'article en donnant les références utiles à sa vérifiabilité et en les liant à la section « Notes et références ».
Algee Smith, né le 7 novembre 1994 à Saginaw, Michigan, est un chanteur et un acteur américain. 
En 2017, il obtient des petits rôles dans des séries télévisées et connait un succès dans la série The New Edition Story dans le rôle de Ralph Tresvant. C'est la même année qu'il est applaudi par la critique pour le rôle de Larry Reed dans le film Detroit de Katheryn Bigelow,. En 2018 il apparait également dans le film The Hate U Give.

## Biographie
Algee Smith est né à Saginaw dans le Michigan. À l'âge de 8 ans il part avec sa famille pour Atlanta où il commence sa carrière d'acteur. Ayant un père musicien et une mère styliste, il est immergé dans le monde des arts et crée sa première composition de rap à l'âge de neuf ans. Au même moment, il obtient de petits rôles à la télévision. À 20 ans, il part pour Los Angeles.
Après des apparitions dans des projets tels que Let It Shine ou encore Earth to Echo de Disney Channel, il obtient son premier vrai rôle dans la Série The New Edition Story. Il apparait également dans le film Detroit de Kathryn Bigelow à propos de Affaire du Motel Algiersdans le contexte des émeutes à Detroit de 1967. Sa performance est saluée par la critique. En 2018, il est retenu pour un rôle dans le film The Hate U Give aux côtés de l'actrice américaine Amandla Stenberg.
Le 22 juin 2017, Smith sort son premier EP Listen qui est un mélange de titres de R&B et de Hip hop. Il a aussi participé à la bande sonore du film Detroit avec un titre nommé Grow. 

## Filmographie

### Cinéma
- 2017 : Detroit : Larry Reed
- 2018 : The Hate U Give - La Haine qu'on donne : Khalil
- 2021 : Judas and the Black Messiah : Jake Winters
- 2021 : Mother/Android : Sam

### Télévision

#### Séries télévisées
- 2012 : How to Rock : Spencer
- 2012 : Army Wives : Sam
- 2014 : Earth to Echo : Marcus Simms
- 2015 : Complications : Theo
- 2016 : Here We Go Again : Warren
- 2016 : Saints & Sinners : E.J.
- 2017 : The New Edition Story : Ralph Tresvant (3 épisodes)
- 2018 : The Bobby Brown Story : Ralph Tresvant (2 épisodes)
- depuis 2019 : Euphoria : McKay (rôle principal - en cours)

#### Téléfilms
- 2012 : Let It Shine : Da Boss
- 2016 : The Infamous : Dante

## Discographie
| Titre  | Type | Date de sortie | Label          |
| ------ | ---- | -------------- | -------------- |
| Listen | EP   | 22 juin 2017   | Access Records |

### Autres contributions
- Grow, bande-son du film Detroit